# Oléoduc trans-israélien

Carte de l'oléoduc trans-israélien.

L'oléoduc trans-israélien est un oléoduc traversant Israël sur 254 km de Eilat sur la mer Rouge à Ashkelon au nord de Gaza sur la mer Méditerranée. Il est géré par la Eilat Ashkelon Pipeline Company.